# MSC Preziosa (schip, 2013)
De MSC Preziosa is een cruiseschip van de rederij MSC Crociere. Het schip werd te water gelaten op 23 maart 2013 en behoort tot de Fantasia-scheepsklasse, genoemd naar de MSC Fantasia. Het is het eerste van vier gelijkaardige schepen. De MSC Splendida en de MSC Fantasia waren identiek, de MSC Divina en MSC Preziosa zijn een jongere en verbeterde versie. 
Waar de andere schepen van de Fantasiaklasse 1.637 hutten hebben voor cruisepassagiers, telt de Preziosa 1.739 passagiershutten. 1.370 bemanningsleden zorgen voor de maximaal 3.959 passagiers.
Tussen maart en oktober wordt het schip ingezet voor cruises op de Middellandse Zee. Van oktober tot maart worden Zuid-Amerikaanse cruises georganiseerd vanuit het Braziliaanse Santos.